# داسيت

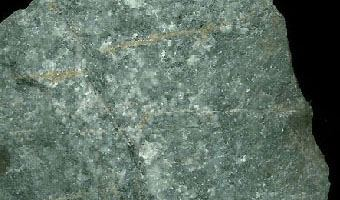
الداسيت

الداسيت (بالإنجليزية: Dacite)‏، هو صخر ناري بركاني سُمي بهذا الاسم عام 1863 نسبةً إلى داقية "Dacia" المقاطعة الرومانية القديمة والتي هي حالياً جزء من رومانيا. يتركب أساساً من البلاجيوكليز الصودي والسيليكا مع معادن مافية ثانوية مثل البيوتايت والأمفيبول أو البيروكسين. ويتكون الداسيت إلى حد ما من الحمم اللزجة في دفَق الحم والقواطع. ويمكنه كذلك أن يكوّن الدساسات كُتلية في قلب البراكين القديمة، مشكّلاً قباباً من الحمم مثل جبل سانت هيلين في واشنطن.
الصخر دقيق التبلور أو زجاجي. وتحمل معظم صخور الداسيت بلورات من البلاجيوكليز والمرو. وتكون أرضية الصخر عادة زجاجية وزجاجية فلسبارية عشوائية الترتيب أو فلسيتية. يتواجد الصخر مع غيره من الصخور البركانية مثل الريوداسيت والريوليت في مناطق كثيرة مثل قرب قمة لاس بكاليفورنيا حيث يوجد داسيت زجاجي يحوي مكتنفات قاعدية.